# 圣马蒂纽-达甘达拉
圣马蒂纽-达甘达拉是葡萄牙阿威罗区的一个堂区。总面积7.08平方公里，总人口2289人，人口密度323.3人/平方公里。